# Manuel Luís Acuña
Manuel Luís Acuña Sarmiento (Sobrado, provincia de Orense, 3 de octubre de 1899 - Orense, 19 de agosto de 1975) fue un periodista y poeta español en lengua gallega.

## Biografía
Hijo y nieto de maestros, se trasladó a Allariz con su familia en 1920. Tras ejercer la docencia gratuitamente, ingresó en el Cuerpo Nacional de Maestros en 1928 y trabajó en Tibianes, La Coruña y Madrid. En La Coruña, fue profesor en la Escuela de Lengua Gallega (Escolas de Insiño Galego) creada por las Irmandades da Fala. Colaboró con periódicos como el Faro de Vigo, Vida Gallega y Nós, dirigiendo el periódico El Momento de La Coruña en 1930. Codirigió con Juan Luís Ramos Pérez-Colemán la página cultural Viernes Literarios de La Región y fue miembro del consejo de redacción de la Escuela del Trabajo.
Miembro del Partido Galleguista, tras la guerra civil española fue víctima de la purga franquista del magisterio en España, lo que le obligó a dedicarse a la docencia privada. Fue profesor en la Academia Mercantil de Orense y cuando fue reincorporado a la docencia, ejerció de maestro de la S. G. de Couto (Orense) en 1967. Durante este tiempo colaboró con la revista Vieiros, una publicación en gallego en México.

## Obras
Miembro de la generación del 31, Acuña es autor de un único libro, Fírgoas, publicado por la editorial Nós en 1933. A principios del siglo XXI, entre 2002 y 2003, su libro fue incluido en la Biblioteca Gallega 120.  